# Kevin Patzoldt
Kevin Manbeck-Patzoldt (* 26. Februar 1984) ist ein US-amerikanischer Biathlet.
Kevin Patzoldt nahm 2003 in Kościelisko an seinen ersten Junioren-Weltmeisterschaften teil. Beste Ergebnisse waren ein 37. Platz im Sprint und ein achter Rang im Staffelrennen. 2005 trat er in Kontiolahti zum zweiten Mal an und erreichte als bestes Ergebnis Rang 43 in der Verfolgung. Zwischen beiden Ereignissen trat er mehrfach im Europacup der Junioren an. 2006 trat er erstmals in Ridnaun bei den Männern im Biathlon-Europacup an und wurde in seinem ersten Einzel 42. Höhepunkt des Jahres wurde die Teilnahme an den Biathlon-Europameisterschaften 2006 in Langdorf. Bei der Europameisterschaft konnte Patzoldt 52. im Einzel werden, 61. im Sprint und mit Brian Olsen, Mark Johnson und Robert Rosser 16. in der Staffel. Seine bislang letzten Rennen in Europa bestritt er 2007.
In Nordamerika konnte Patzoldt immer wieder gute Resultate erreichen. So wurde er in der Saison 2008/09 bei Rennen in Itasca Sprint-Zweiter hinter Dan Campbell und Dritter im Verfolgungsrennen. 2009 gewann er bei den US-Meisterschaften das Massenstartrennen.
Patzoldt ist der Bruder der Biathletin Brynden Manbeck.